# Lorenzo Laureti
Lorenzo Laureti (1534 – 1598) è stato un vescovo cattolico italiano.

## Biografia
Lorenzo Laureti nacque nel 1534 e avvicinandosi alla Chiesa cattolica decise di prendere i voti entrando nell'Ordine della Beata Vergine del Monte Carmelo. Studiò teologia e partecipò, in qualità di teologo dell'ordine, al Concilio di Trento.
Il 13 febbraio 1591 fu eletto vescovo di Adria.
Tra il 1592 e il 1597 celebrò tre sinodi diocesani.
Poco dopo la nomina si fece promotore della fondazione di un seminario vescovile che decise di insediare a Rovigo. Il seminario venne completato nel 1594, occupando un'area alla destra dell'attuale duomo di Santo Stefano Papa e Martire, edificio oramai scomparso e del quale resta traccia nella toponomastica cittadina (via del Seminario Vecchio).
Il 13 ottobre dello stesso anno, dopo averne promosso la costruzione, pose a Rovigo la prima pietra della chiesa della Beata Vergine del Soccorso.
Ricoprì l'incarico di vescovo della diocesi fino al 1598, anno in cui gli succedette Gerolamo dei conti di Porcìa.
Morì nel corso di quello stesso anno.